# 舩津丸葵
舩津丸 葵（ふなつまる あおい、2月12日 - ）は、日本の女性声優。東京都出身。賢プロダクション所属。

## 略歴
幼少期から様々なジャンルのダンスを習っていた。高校では創作ダンス部に所属し、コンクールで複数の受賞経験がある。
同志社大学卒業。
2020年4月1日にスクールデュオを卒業し、賢プロダクションに所属。

## 人物
特技はダンス、タイピング、速読。趣味は深夜ラジオリスナー、舞台鑑賞。好物はナス。

## 出演

### テレビアニメ
- 不滅のあなたへ（2021年、島民）
- もっと!まじめにふまじめ かいけつゾロリ（2022年、モデルC）

### ゲーム
- 刀使ノ巫女 刻みし一閃の燈火（2020年）
- アサシン クリード ヴァルハラ（2020年、リヴ）
- プリンセスコネクト!Re:Dive（2021年）
- フォーセイクンワールド:神魔転生（2021年）
- ファイナルファンタジーVII リバース（2024年）

### 吹き替え

#### 映画
- イントルージョン 侵入（ジョアン）
- ヴォルーズ（エリーズ）
- ダムゼル/運命を拓きし者（姫）
- デスパレート・ラン（マッケンジー）
- 時の面影（エレン）
- ブルー きみは大丈夫[4]
- 真夜中のマグノリアで（アマンダ）
- 私がケーキを焼く理由（シンシア医師）

#### ドラマ
- イコライザー（ミシェル）
- NCIS 〜ネイビー犯罪捜査班 シーズン16（モーガン）
- オザークへようこそ（窓口女性）
- クラリス（エマ）
- ザ・グローリー 〜輝かしき復讐〜（イ・サラ〈キム・ヒオラ〉）
- ザ・リクルート（コーラ）
- ザ・ルーキー 40歳の新米ポリス!?2（エレナ）
- 真相 - Truth Be Told（デスティニー）
- セレブリティ（オ・ミネ〈チョン・ヒョソン〉）
- 地下鉄道〜自由への旅路〜（ジョージーナ）
- デッドボーイ探偵社（ジェニー）
- HALO シーズン2（カリーナ）
- フィジカル（メランダ）
- ブラインデッド:ゾウズ･フー･キル（鑑識女性）
- ボドキン（エミー〈ロビン・カーラ〉）
- ホワイトハウス・ファームの惨劇〜バンバー家殺人事件〜（サリー）
- ロー&オーダー（グリーノー弁護士）
- わたしとバンと3人のパパ（受付係）
- 私たちの青い夏（放送女）

#### テレビ番組
- We Love Cats!〜猫と人間の幸せな関係〜（ケイシー）
- ジェレミー・クラークソン 農家になる（レジ係女）
- 動物界の意外なお友達（フリング）
- ラブ・イズ・ブラインド 〜外見なんて関係ない?!〜（レベッカ）

#### アニメ
- オーティスといっしょ（ロザリー）
- マスターズ・オブ・ユニバース: 黙示録（ティーラ）
- RINGING FATE（2025年、大熊妻）

### ナレーション
- SKIPシティ国際Dシネマ映画祭
- 電話占いピュアリ YouTube漫画広告

### ボイスオーバー
- 最後通牒 〜クィア・ラブ〜（ミルドレッド）
- サンダーランドこそ我が人生（ルイーズ）
- 猫ヘルパー〜猫のしつけ教えます〜（インヘ）
- バーティのハイテク・アドベンチャー（タッシュ）
- ワールド極限ミステリー